# Henry Rinklin
Henry Rinklin (Geisingen, Baden-Württemberg, 15 d'agost de 1957) és un ciclista alemany, que fou professional des del 1980 fins al 1987. Va combinar tant el ciclisme en pista com la ruta.

## Palmarès en pista
- 1975
  -  Campió del món júnior en Puntuació
- 1978
  -  Campió d'Alemanya en persecució per equips amateur
- 1978
  -  Campió d'Alemanya en madison amateur
- 1979
  -  Campió d'Alemanya en madison amateur
- 1982
  - 1r als Sis dies de Dortmund (amb Danny Clark)
- 1983
  -  Campió d'Alemanya en madison
- 1985
  - 1r als Sis dies de Stuttgart (amb Josef Kristen)

## Palmarès en ruta
- 1982
  - Vencedor d'una etapa a la Volta a Alemanya
- 1984
  - 1r al Coca-Cola Trophy